# نيكو كارغر
نيكو كارغر (بالألمانية: Nico Karger)‏ هو لاعب كرة قدم ألماني في مركز الهجوم، ولد في 1 فبراير 1993 في كروناخ في ألمانيا. لعب مع ميونخ 1860.

## وصلات خارجية
- نيكو كارغر على موقع قاعدة بيانات كرة القدم.إي يو (الإنجليزية)
- نيكو كارغر على موقع Soccerway.com (الإنجليزية)
- نيكو كارغر على موقع عالم كرة القدم.نت (الإنجليزية)